# Paulus Maria von Loë
Paulus Maria von Loë O.P., Taufname Ludwig Dietrich Joseph Maria Hubertus Paschalis von Loë (* 31. März 1866 auf Schloss Wissen; † 19. Juni 1919 in Düsseldorf) war ein deutscher römisch-katholischer Ordensgeistlicher und Historiker.

## Leben

### Herkunft und Familie
Paulus Maria von Loë entstammte dem westfälischen Adelsgeschlecht Loë, aus dem zahlreiche namhafte Persönlichkeiten hervorgegangen sind. Er war ein Sohn des Maximilian August von Loë (1817–1879) und dessen Ehefrau Therese Anna Ludivica Gräfin von Arco-Zinneberg (1835–1906), Tochter des Maximilian Graf von Arco-Zinneberg (1811–1885) und der Leopoldine von Waldburg-Zeil (1811–1886) und wuchs mit seinen sechs Geschwistern, darunter Friedrich-Leopold Aloysius Maria Hubertus (1861–1899, Reichstagsabgeordneter) und Luise Marie Frederike Huberta Ignatia (* 1863, Schwester im Dominikaner-Orden), auf.
Der Politiker Felix von Loë war sein Onkel, der Agrarfunktionär und Politiker Clemens von Loë sein Cousin.

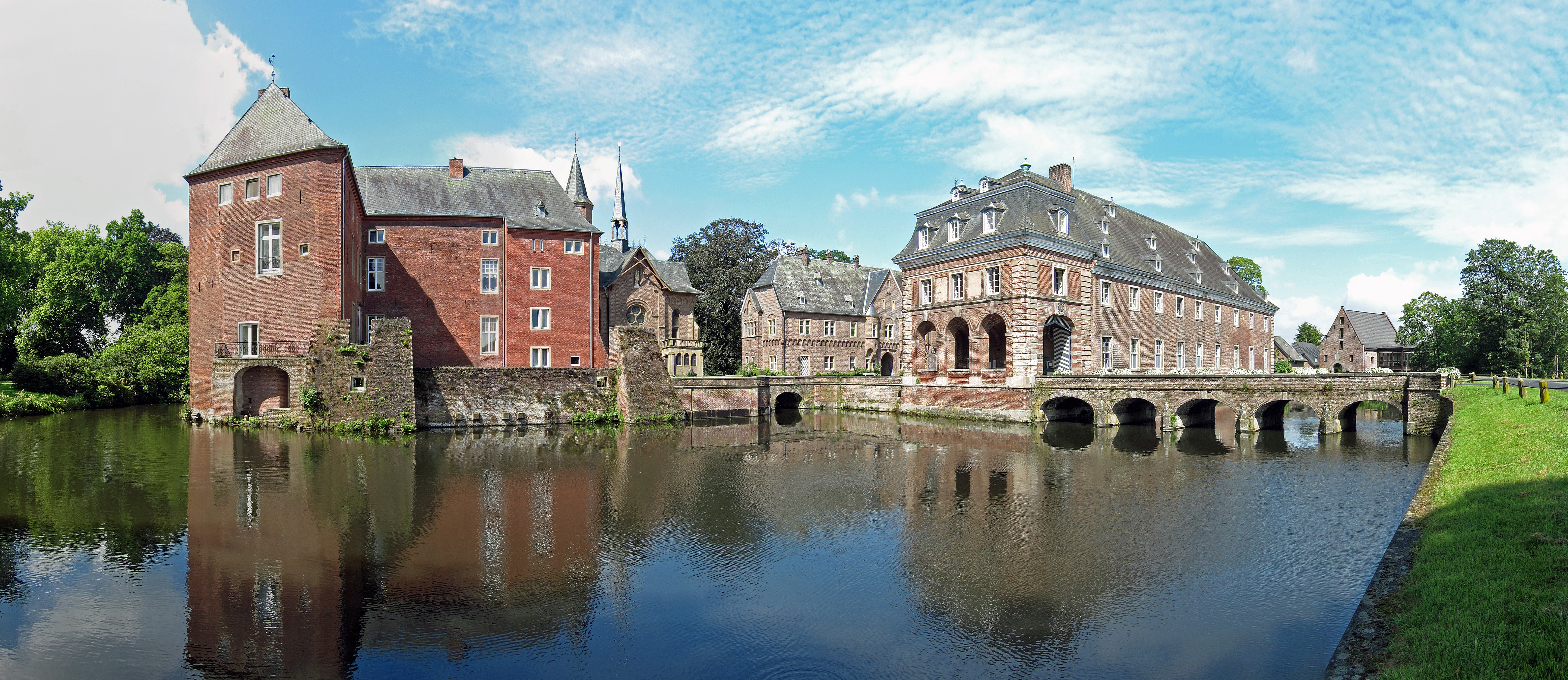
Schloss Wissen, Geburtsort des Paulus Maria von Loë (1866–1919)

### Werdegang und Wirken
Vor dem Besuch des Jesuitenkollegs Stella Matutina in Feldkirch (1876–1882) und des Gymnasiums Antonianum Vechta (1882–1884) erhielt er Elementarunterricht im elterlichen Schloss. Es folgte ein Studium der Theologie an der Katholischen Universität Eichstätt (1884–1886) und der Westfälischen Wilhelms-Universität Münster (1886–1887), das er mit dem Lektoratsexamen abschloss.
Im November 1887 trat er – beeinflusst durch Ernst Commer – in den Dominikanerorden in Venlo ein und erhielt am 1. Januar 1891 in Löwen die Priesterweihe. Mit dem Eintritt in den Orden führte er den Namen Paulus Maria de Loë. Nachdem er 1899 in Rom das Examen „ad gradus“ abgelegt hatte, konnte er 1907 zum Magister der Theologie ernannt werden. Neben seinen Seelsorgearbeiten war er stark durch Vorlesungen in fast allen theologischen Fächern eingebunden, so dass ihm wenig Zeit für historische Forschungen blieb.
Er war er Studentenmagister in Venlo und Düsseldorf (1893), Subprior (1899) und Prior in Düsseldorf (1902/1903 und 1906–1909) und Sozius des Provinzials in Köln (1903–1906).
Von 1912 bis zu seinem Tode leitete er das Generalstudium des Ordens zu Düsseldorf.
Mit seinen Schriften zur Lehre und Geschichte des Ordens legte er 1890 den Grundstock für eine Bibliothek, die bei seinem Tod 10.000 Bände umfasste (Thomasbibliothek). Sie kam später in das Dominikanerkloster Bornheim-Walberberg und bildete die Grundlage für die Albertus-Magnus-Bibliothek.
Mit den in Gemeinschaft mit Pater Benedictus Maria Reichert getätigten Forschungen zur Geschichte der deutschen Dominikaner im Mittelalter rief er die „Quellen und Forschungen zur Geschichte des Dominikanerordens“ ins Leben, von denen zwischen 1907 und 1951 insgesamt 40 Hefte erschienen.
Kurz vor seinem Tod trat er dem Ausschuss zur Gründung des Corpus Catholicorum bei.
Während des Ersten Weltkrieges kam er als Verwundetenseelsorger in Düsseldorf-Heerdt zum Einsatz.
Er starb am 19. Juni 1919 in Düsseldorf infolge eines Schlaganfalls und wurde auf dem Südfriedhof begraben.

## Schriften
- 1896: Die Dominikaner in Wesel, Reformationsversuche im Dominikanerkloster zu Wesel[4]
- 1898: Das Sterbebüchlein des Jakobus Sprenger, in: Kölner Pastoralblatt
- 1899: Das Kalendarium der Universität zu Köln
- 1900: De vita et scriptis Alberti Magni
- 1902:  Kritische Streifzüge auf dem Gebiete der Albertus-Magnus-Forschung
- 1904: Das Nekrologium des Aachener Dominikanerklosters
- 1907:  Statistisches über die Ordensprovinz Teutonia
- 1910: Statistisches über die  Ordensprovinz Saxonia
- 1916: Alberts des Grossen (Albertus Magnus) Homilie zu Lucas 11,27